# Furtner Teich
Furtner Teich este o arie protejată (arie specială de conservare — SAC, sit de importanță comunitară — SCI) din Austria întinsă pe o suprafață de 32,43 ha, integral pe uscat.

## Localizare
Centrul sitului Furtner Teich este situat la coordonatele 47°05′27″N 14°23′20″E / 47.0908°N 14.3889°E.

## Înființare
Situl Furtner Teich a fost declarat sit de importanță comunitară în iulie 1998 pentru a proteja 37 de specii de animale. Situl a fost protejat și ca arie specială de conservare în februarie 2006.

## Biodiversitate
Situată în ecoregiunea alpină, aria protejată conține 8 habitate naturale: Ape puternic oligomezotrofe cu vegetație bentonică cu Chara spp., Lacuri eutrofice naturale cu vegetație de tip Magnopotamion sau Hydrocharition, Pajiști cu Molinia pe soluri calcaroase, turboase sau argilos-nămoloase (Molinion caeruleae), Liziere de ierburi înalte hidrofile de câmpie și de nivel montan până la alpin, Fânețe de joasă altitudine (Alopecurus pratensis, Sanguisorba officinalis), Mlaștini turboase de tranziție și turbării mișcătoare, Mlaștini alcaline, Păduri aluvionare cu Alnus glutinosa și Fraxinus excelsior (Alno-Padion, Alnion incanae, Salicion albae).
La baza desemnării sitului se află mai multe specii protejate:
- păsări (33): lăcar mare (Acrocephalus arundinaceus), lăcar-de-lac (Acrocephalus scirpaceus), fluierar de munte (Actitis hypoleucos), pescăruș albastru (Alcedo atthis), rață sulițar (Anas acuta), rață lingurar (Anas clypeata), rață pitică (Anas crecca), rață cârâitoare (Anas querquedula), stârc roșu (Ardea purpurea), rața moțată (Aythya fuligula), rață roșie (Aythya nyroca), buhai de baltă (Botaurus stellaris), chirighiță neagră (Chlidonias niger), erete de stuf (Circus aeruginosus), erete vânăt (Circus cyaneus), egretă albă (Egretta alba), presură de stuf (Emberiza schoeniclus), becațină comună (Gallinago gallinago), cufundar polar (Gavia arctica), stârc pitic (Ixobrychus minutus), sfrâncioc roșiatic (Lanius collurio), pescăruș sur (Larus canus), pescăruș râzător (Larus ridibundus), grelușel-de-zăvoi (Locustella luscinioides), ferestrașul mare (Mergus merganser), gaia neagră (Milvus migrans), vultur pescar (Pandion haliaetus), cormoran mare (Phalacrocorax carbo), corcodel mare (Podiceps cristatus), cresteț pestriț (Porzana porzana), cristei de baltă (Rallus aquaticus), pițigoi-pungar (Remiz pendulinus), corcodel mic (Tachybaptus ruficollis)
- amfibieni (2): izvoraș-cu-burta-galbenă (Bombina variegata), Triturus carnifex
- mamifere (1): liliac comun (Myotis myotis)
- pești (1): zglăvoacă (Cottus gobio)

Pe lângă speciile protejate, pe teritoriul sitului au mai fost identificate 6 specii de plante, 4 specii de mamifere.